# Maurice Pic
Maurice Pic (23/03/1866–29/12/1957) là nhà nghiên cứu sâu bọ người Pháp. 
Bộ sưu tập của Pic được lưu giữ tại Bảo tàng Lịch sử Tự nhiên Quốc gia ở Paris.

## Các nghiên cứu
Loại trừ những bài báo ngắn.
- 1898-1934. Matériaux pour servir a l'étude des Longicornes. Cahiers 1-11, 120 pages
- 1902. Coleoptera Heteromera Fam. Hylophilidae. P. Wytsman (ed.), Genera Insectorum. Fascicule 8. P. Wytsman, Brussels, 14 pages, 1 pl.
- Parts 14. Hylophilidae (1911); 26. Scraptiidae, Pedilidae (1911); 36. Anthicidae (1911); 41. Ptinidae (1912); 48. Anobiidae (1912); 55. Bruchidae (1913); 58. Dascillidae, Helodidae, Eucinetidae (1914); 81. Rhipiceridae (1925); 87. Phloeophilidae, Rhadalidae, Prionoceridae (1926); 94. Phengodidae, Karumiidae (1927); 103. Dasytidae: Melyrinae (1929); 155. Dasytidae: Dasytinae (1937) of  Schenkling S. (ed.), Coleopterorum Catalogus. W. Junk, Berlin.

## Tạp chí
Ông xuất bản 3 tạp chí:
- L'Échange, 1885-1956, 543 kỳ
- Mélanges Exotico-Entomologiques, 1911-1939, 71 kỳ
- Opuscula Martialis, 1940-1944, 13 kỳ